# 호텔 포드 오를렘 (비드고슈치)
호텔 포드 오를렘(폴란드어: Hotel Pod Orlem)은 폴란드 쿠야비포모제주 비드고슈치 그단스카 거리에 있는 호텔이다. 